# Lindos

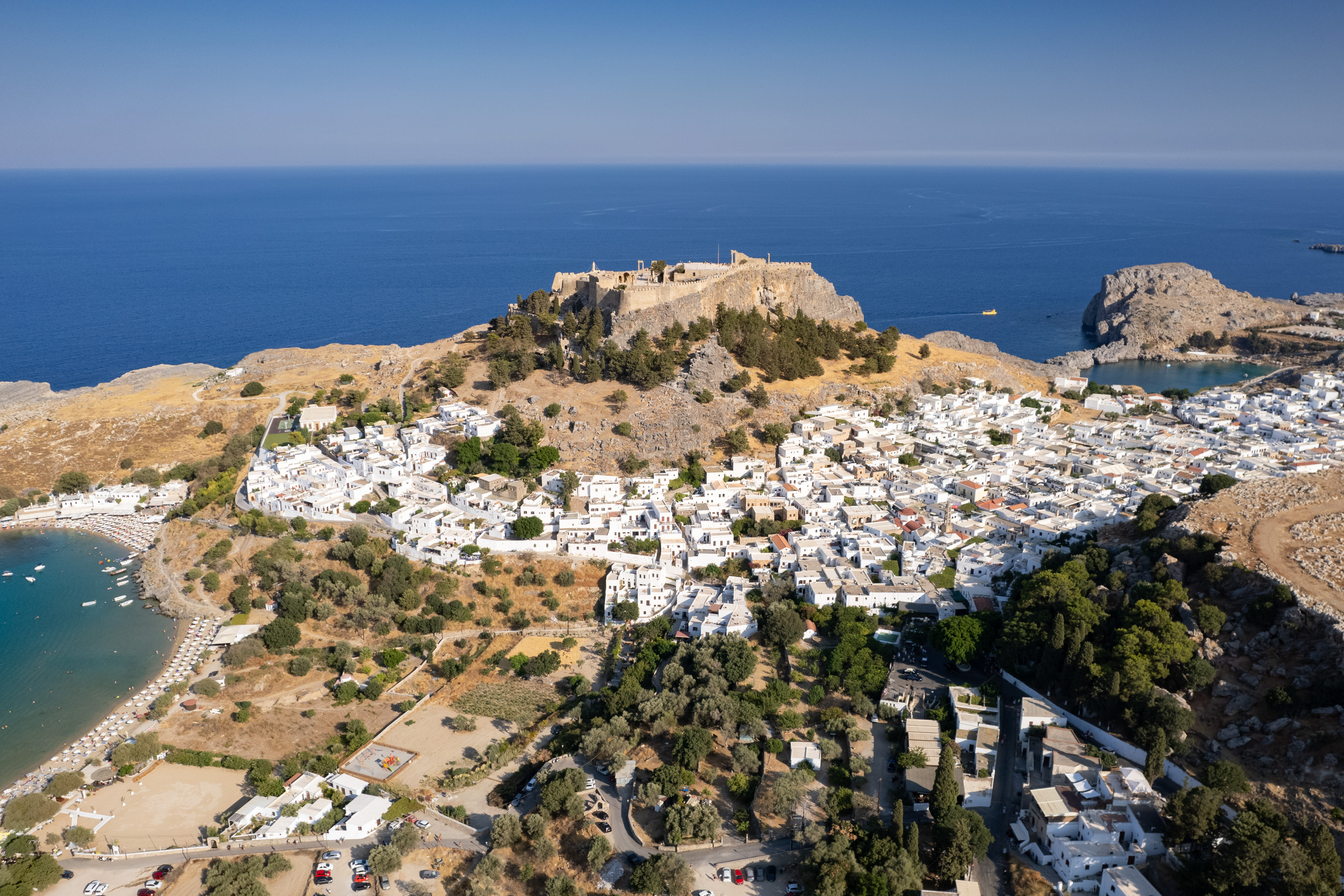
Luftaufnahme Lindos mit seiner Akropolis

Lindos (griechisch Λίνδος (f. sg.)) ist ein Gemeindebezirk auf der griechischen Dodekanesinsel Rhodos. Der Gemeindebezirk besteht aus zwei Stadtbezirken und drei Ortsgemeinschaften, die zusammen knapp 4000 Einwohner aufweisen und etwa ein Achtel der Inselfläche einnehmen. In Lindos finden sich die Ruinen der gleichnamigen antiken Polis.

## Geschichte
Lindos wurde wohl im 11. Jahrhundert v. Chr. von dorischen Griechen an der Ostküste der Insel Rhodos gegründet. Aufgrund von Funden auf der Akropolis gilt es heute als wahrscheinlich, dass vorher bereits in mykenischer Zeit Griechen bei Lindos siedelten, und sogar die vorherige Anwesenheit von Minoern wird nicht ausgeschlossen. Die Blüte begann aber erst mit der Ankunft der Dorer.
Die Ortslage war günstig, da es nicht nur einen leicht zu verteidigenden Burgberg gab, sondern auch zwei natürliche Häfen, sodass es wohl früh überregionale Bedeutung erlangte. Lindos scheint früh ein Zentrum der Kontakte zwischen der griechischen Welt und den Phöniziern gewesen zu sein. Die Bewohner errichteten einen Tempel zu Ehren der Athena Lindia auf der heutigen Akropolis von Lindos, umschlossen von den Resten des spätmittelalterlichen Johanniter-Kastells, und einen Herakles-Tempel.
Zusammen mit Ialysos und Kameiros, in steter Konkurrenz verbunden, beherrschte Lindos lange Zeit die Insel, bis die drei Städte sich zusammenschlossen, um im Jahr 408 v. Chr. an der Nordspitze die Polis Rhodos zu gründen. Allerdings wurde Lindos nicht aufgegeben, sondern blieb besiedelt. Der Apostel Paulus besuchte Rhodos und soll gemäß der lokalen Überlieferung in der Paulusbucht bei Lindos an Land gegangen sein. Auch die Kultbauten wurden weiterhin genutzt und blieben überregional bedeutend; insbesondere der Tempel des Serapis war weithin berühmt: Spätestens im 3. Jahrhundert n. Chr. kursierte die Legende, der Weise Apollonius von Tyana sei im Heiligtum von Lindos zum Himmel aufgefahren.

## Verwaltungsgliederung
Lindos bildete bis zur Verwaltungsreform 2010 eine eigenständige Gemeinde und hat seitdem den Status eines Gemeindebezirks. Dieser ist in drei Stadtbezirke und zwei Ortsgemeinschaften untergliedert.
| Stadtbezirk Ortsgemeinschaft | griechischer Name          | Code     | Fläche (km²) | Einwohner 2001 | Einwohner 2011 | Dörfer und Siedlungen |
| ---------------------------- | -------------------------- | -------- | ------------ | -------------- | -------------- | --------------------- |
| Lindos                       | Δημοτική Κοινότητα Λίνδου  | 69010801 | 17,578       | 1091           | 1087           | Lindos, Pefki         |
| Kalathos                     | Δημοτική Κοινότητα Καλάθου | 69010802 | 17,863       | 0380           | 0502           | Kalathos              |
| Laerma                       | Τοπική Κοινότητα Λαέρμων   | 69010803 | 87,216       | 0446           | 0136           | Laerma                |
| Lardos                       | Δημοτική Κοινότητα Λάρδου  | 69010804 | 42,013       | 1212           | 1380           | Lardos                |
| Pylonas                      | Τοπική Κοινότητα Πυλώνος   | 69010805 | 15,452       | 0504           | 0376           | Pylonas               |
| Gesamt                       | Gesamt                     | 690108   | 180,122      | 3633           | 3957           |                       |

## Verkehr
Das Zentrum von Lindos ist für Fahrzeuge gesperrt.

## Sehenswürdigkeiten
- Akropolis mit der Ruine der Agios-Ioannis-Kirche
- Marienkirche
- die Kapitänshäuser
- das sogenannte Kleobulos-Grab, außerhalb gelegen, einstündiger Fußweg
- die Paulusbucht südlich der Stadt

## Klima
Lindos hat ein sehr mildes Klima und verzeichnet gemäß dem Nationalen Observatorium Athen eine Jahresdurchschnittstemperatur von 21,8 °C.
|                        | Jan  | Feb  | Mär  | Apr  | Mai  | Jun  | Jul  | Aug  | Sep  | Okt  | Nov  | Dez  |   |       |
| Mittl. Temperatur (°C) | 13,2 | 14,7 | 16,3 | 19,0 | 22,5 | 27,8 | 31,3 | 31,4 | 27,9 | 23,4 | 18,9 | 15,4 | ⌀ | 21,9  |
| Mittl. Tagesmax. (°C)  | 16,0 | 17,3 | 19,1 | 22,5 | 26,1 | 31,7 | 35,3 | 35,1 | 31,5 | 26,6 | 21,7 | 18,1 | ⌀ | 25,1  |
| Mittl. Tagesmin. (°C)  | 10,6 | 12,0 | 13,5 | 15,5 | 18,9 | 23,8 | 27,3 | 27,7 | 24,3 | 20,3 | 16,0 | 12,6 | ⌀ | 18,6  |
|                        |      |      |      |      |      |      |      |      |      |      |      |      |   |       |
| Niederschlag (mm)      | 60,1 | 62,8 | 41,8 | 19,7 | 4,7  | 1,3  | 0,1  | 0,0  | 11,2 | 19,6 | 42,7 | 42,3 | Σ | 306,3 |

| 10,6 |

| 12,0 |

| 13,5 |

| 15,5 |

| 18,9 |

| 23,8 |

| 27,3 |

| 27,7 |

| 24,3 |

| 20,3 |

| 16,0 |

| 12,6 |

| 10,6 |

| 12,0 |

| 13,5 |

| 15,5 |

| 18,9 |

| 23,8 |

| 27,3 |

| 27,7 |

| 24,3 |

| 20,3 |

| 16,0 |

| 12,6 |

| N i e d e r s c h l a g | 60,1 | 62,8 | 41,8 | 19,7 | 4,7 | 1,3 | 0,1 | 0,0 | 11,2 | 19,6 | 42,7 | 42,3 |
|                         | Jan  | Feb  | Mär  | Apr  | Mai | Jun | Jul | Aug | Sep  | Okt  | Nov  | Dez  |

## Persönlichkeiten
- Kleobulos, Herrscher
- Chares von Lindos, Bildhauer

## Galerie

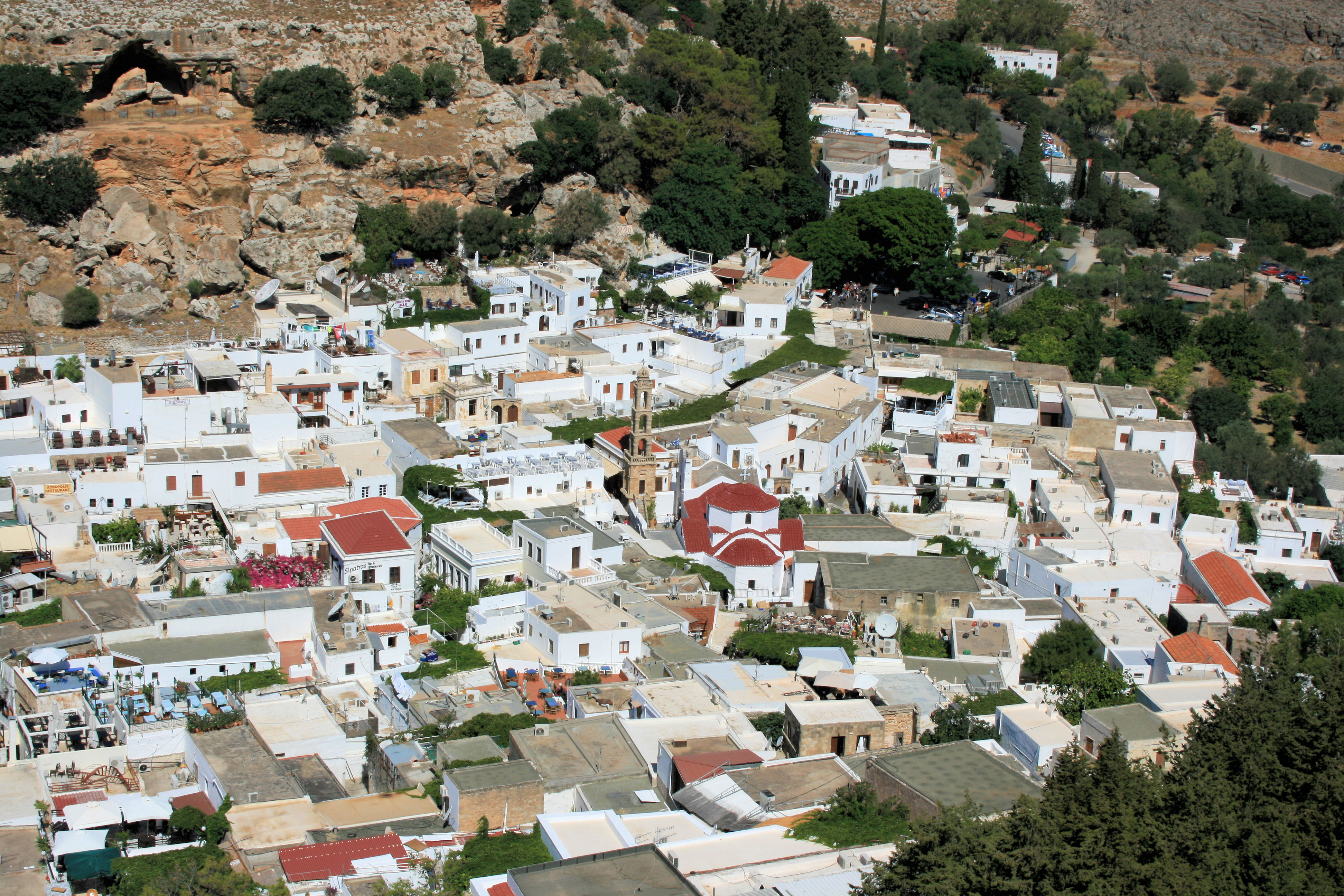
Die autofreie Altstadt (Zufahrt oben rechts)
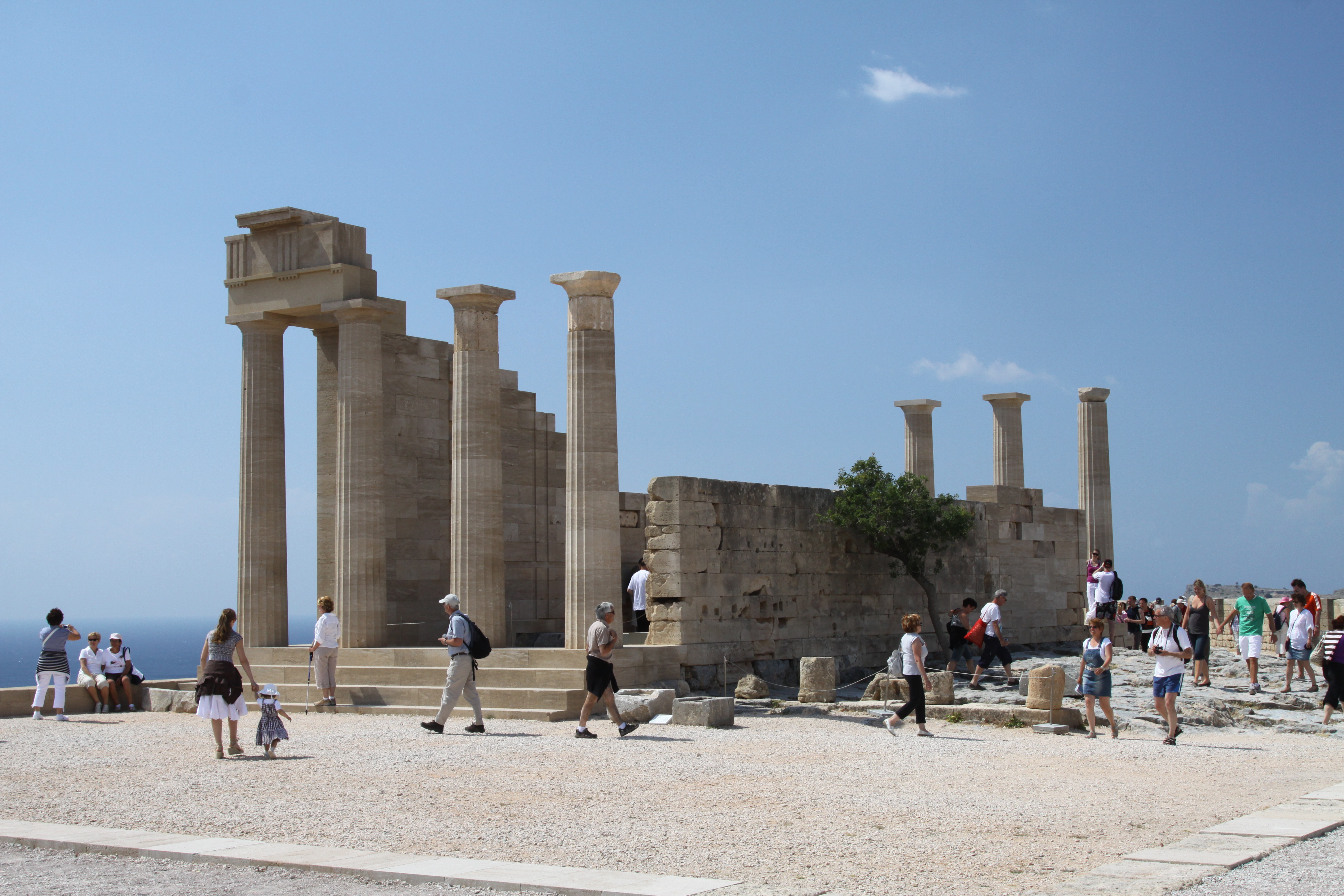
Tempel der Athene
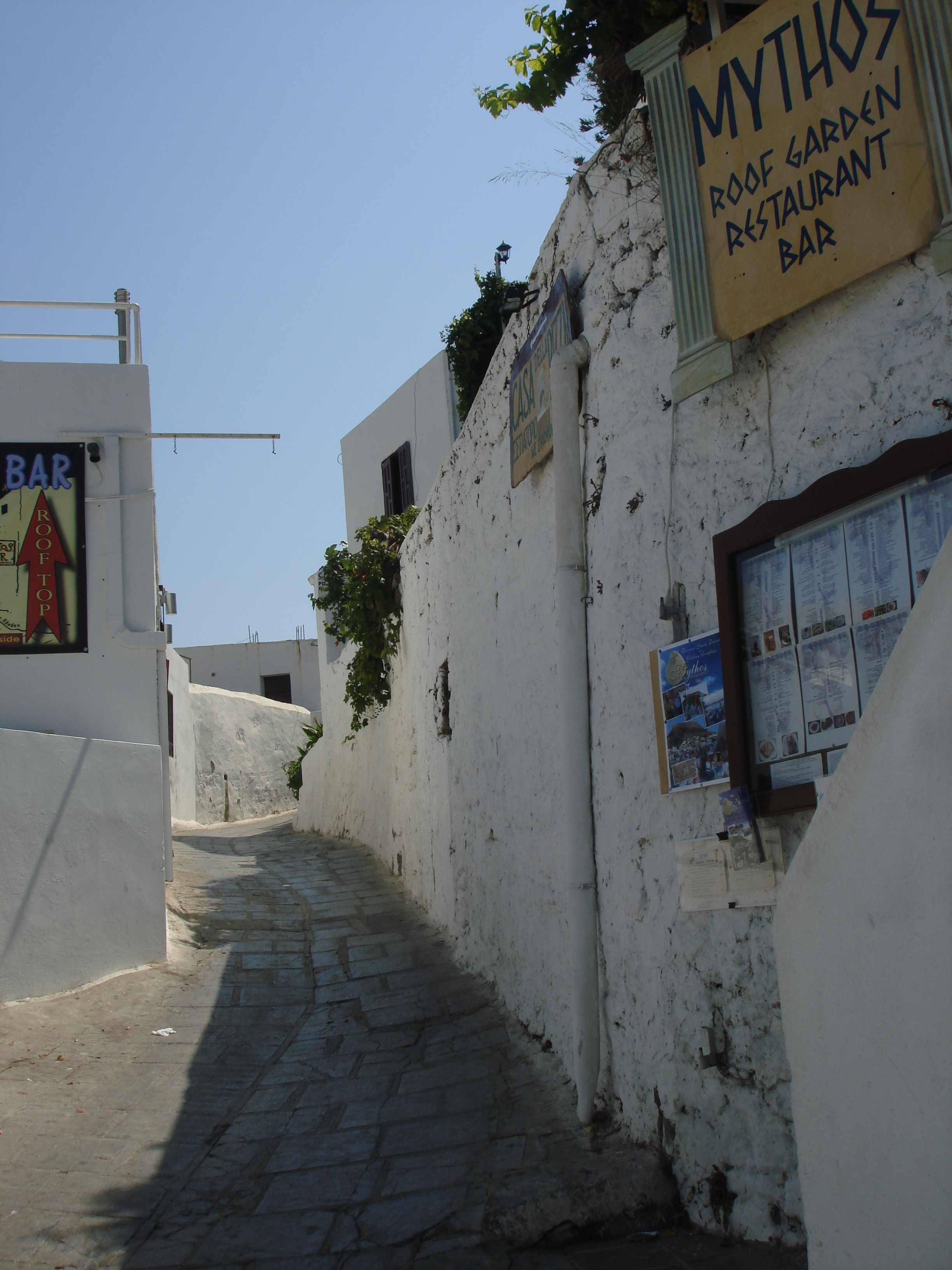
Straße in Lindos
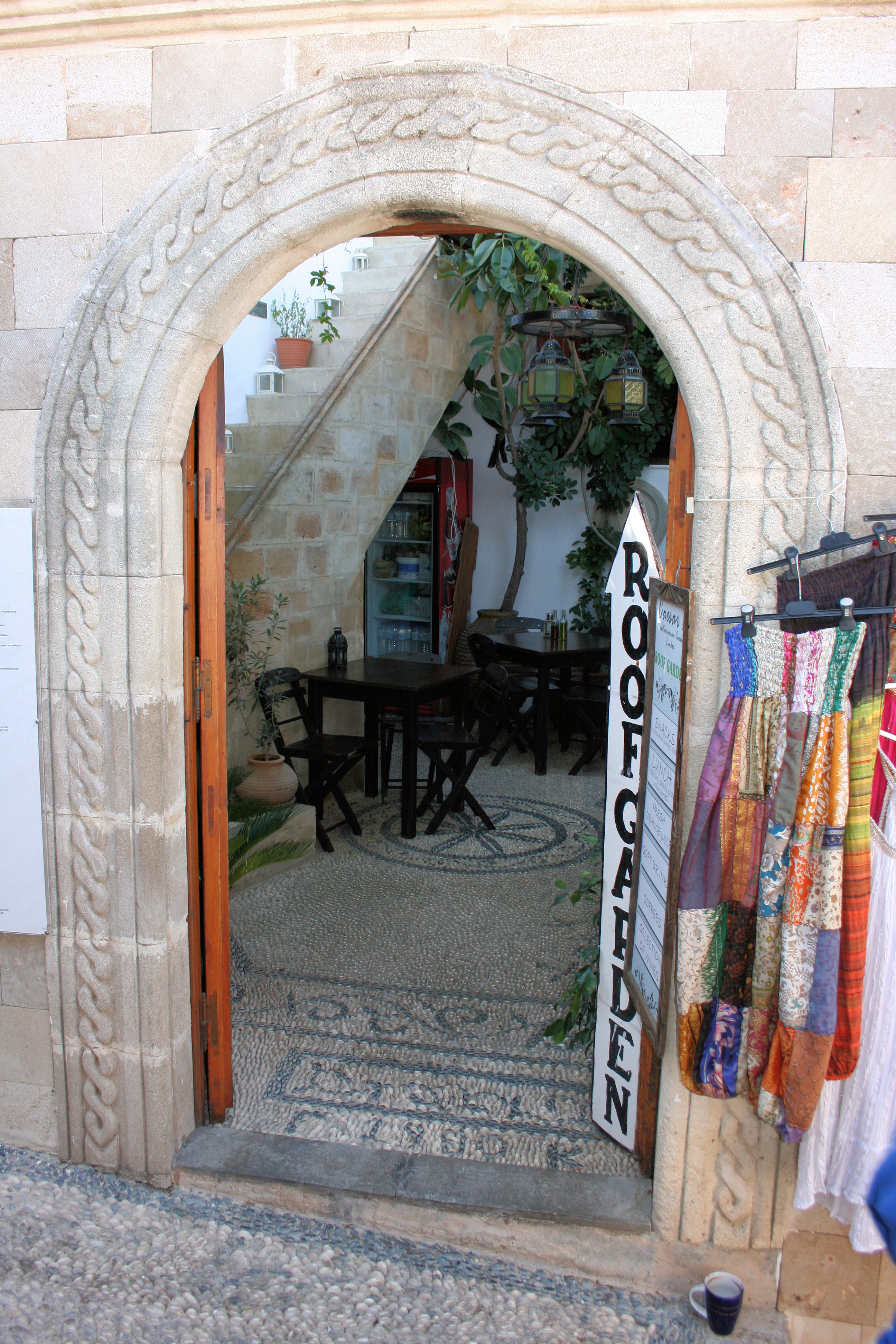
Eingang eines Kapitäns- hauses mit dem typischen Straßenbelag aus Kieseln
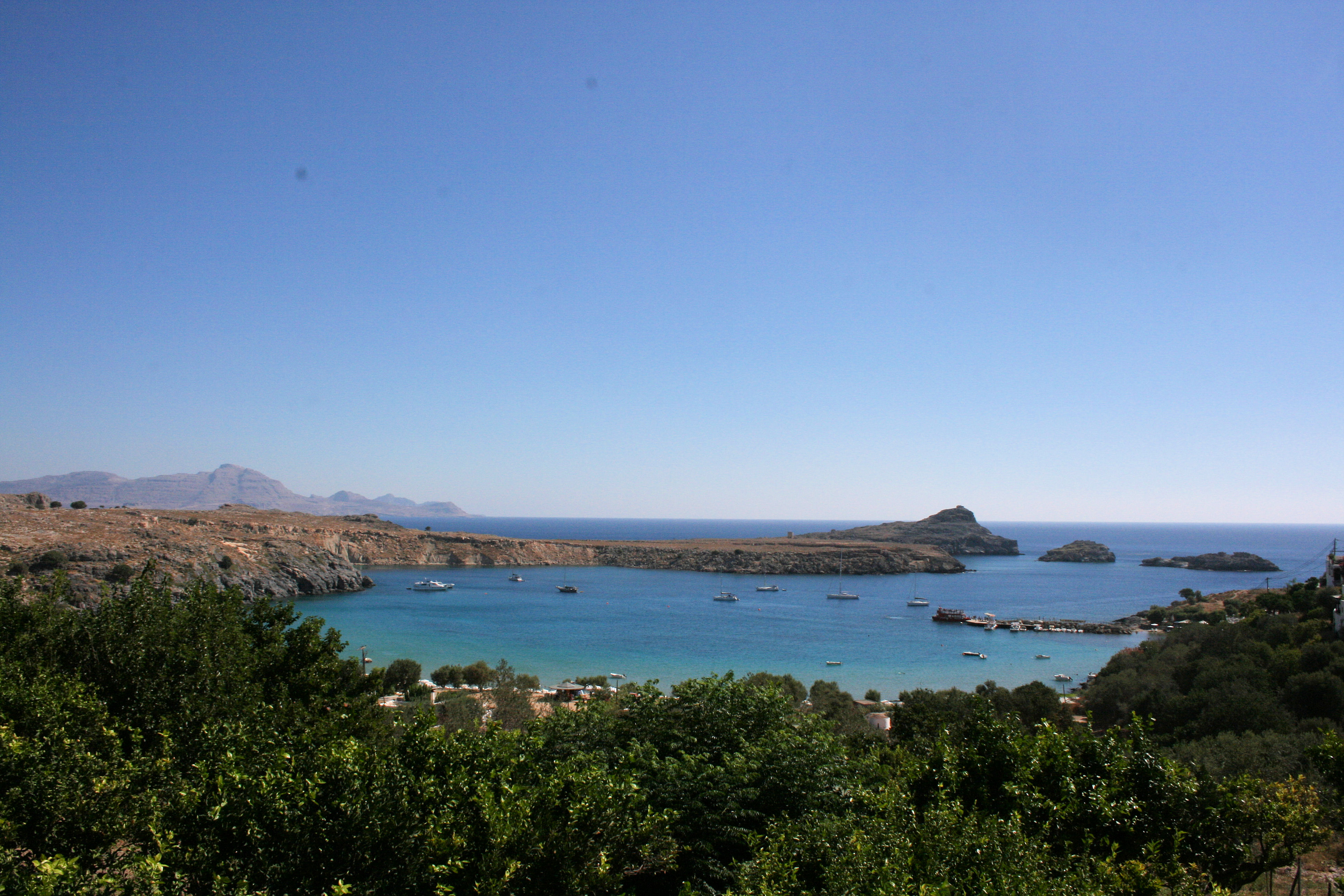
Blick auf den Freihafen nördlich der Akropolis
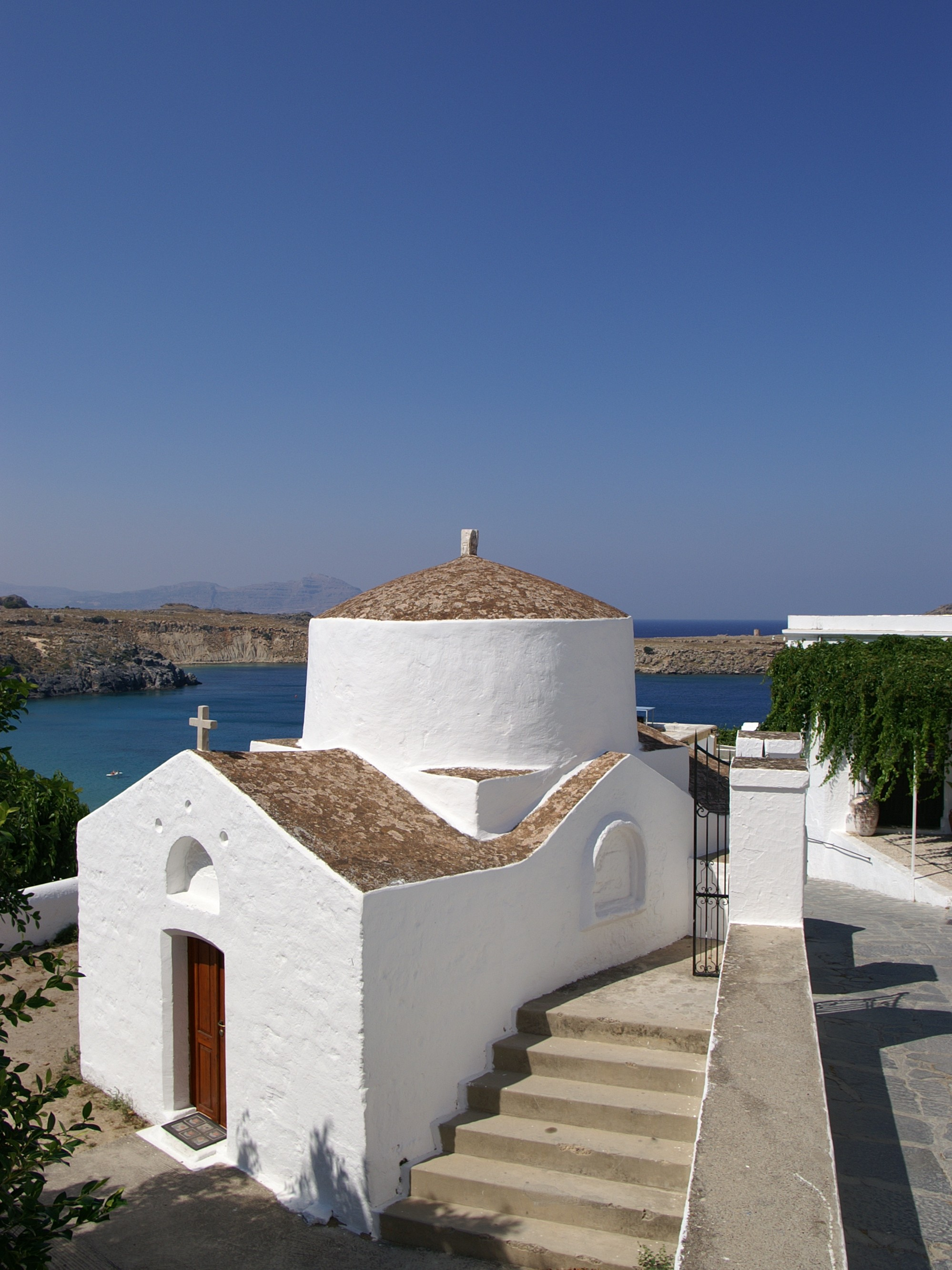
Kirche in der Altstadt
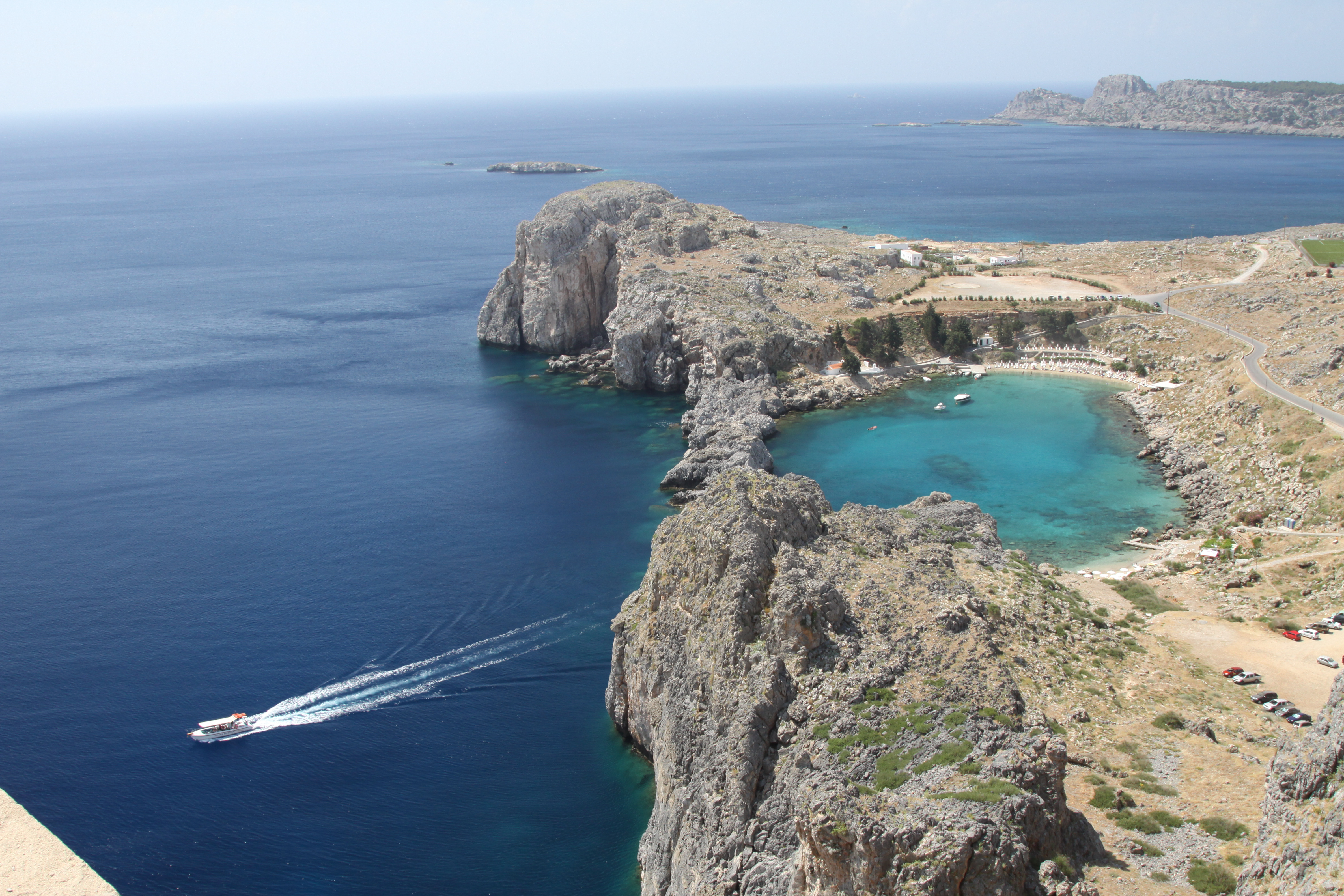
Blick von der Akropolis auf die Paulusbucht
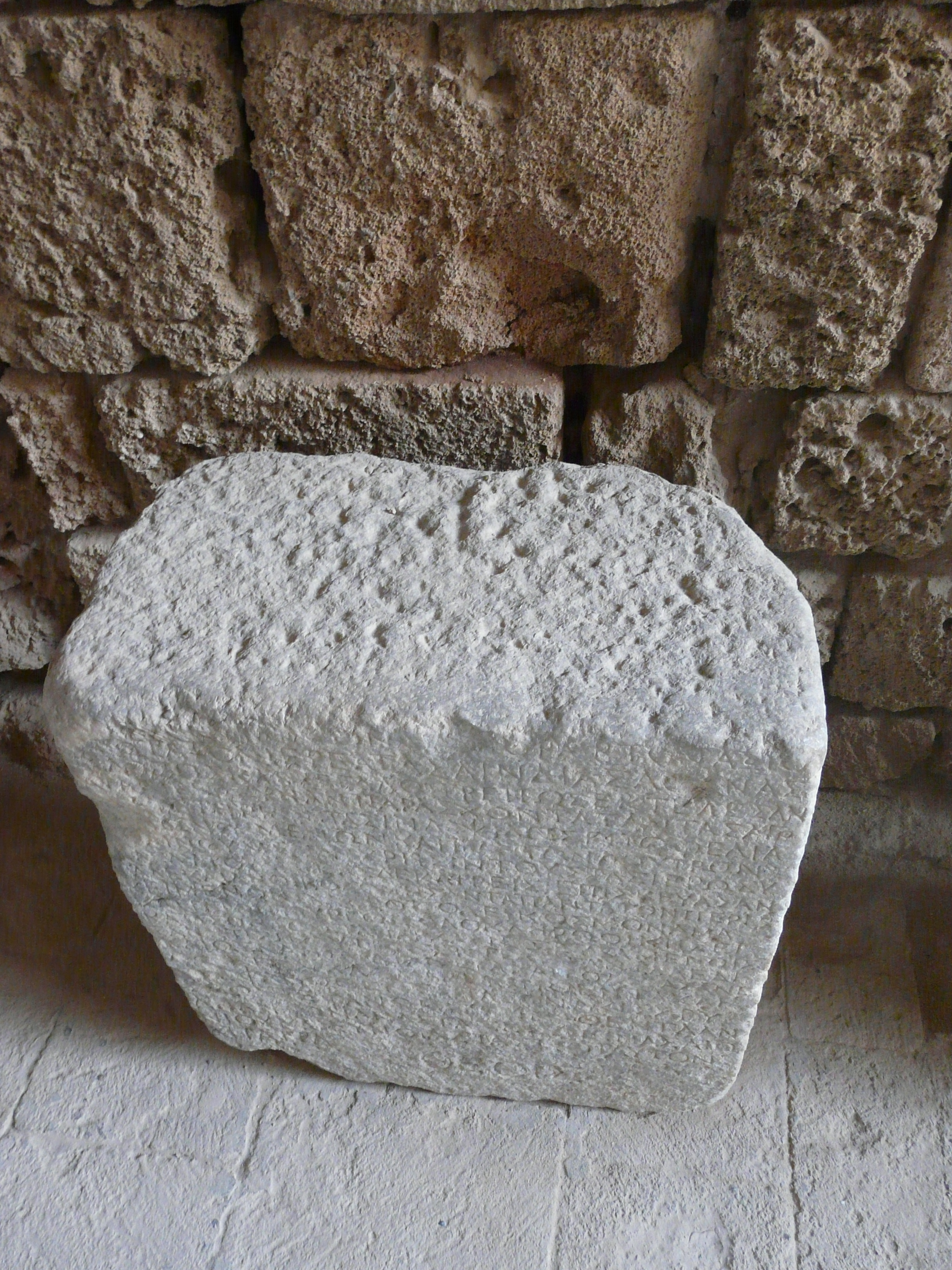
Griechische Inschrift